# Ta'anit
Ta'anit, o Taanis, è un trattato della Mishnah, della Tosefta e di entrambi i Talmud, nell'Ordine Mo'ed. Per l'ebraismo queste sono le opere principali della letteratura rabbinica.
Il trattato Ta‘anit esamina principalmente i giorni del digiuno, la loro osservanza e le relative preghiere. Nella maggioranza delle edizioni del Talmud questo trattato è il nono nell'ordinamento mishnaico del Seder Mo'ed ed è suddiviso in quattro capitoli per un totale di trentaquattro fogli.

## Sinossi
Il trattato si apre con le regole di quando recitare due brevi preghiere: la "dichiarazione della potenza di DIO" - cioè «Colui che fa soffiar il vento e cader la pioggia» detta d'inverno - e l‘"invocazione della pioggia" - «Concedici la pioggia e la rugiada» detta quando i pellegrini ritornavano da Gerusalemme dopo il ciclo festivo dell'Anno Nuovo. Entrambe le preghiere rimangono correntemente nella liturgia ebraica.
La stagione delle piogge in Israele inizia nel tardo autunno. Se non è caduta pioggia entro il 17 Ḥeshvan (fine ottobre/inizi di novembre) i giudici ordinavano di recitare una serie di digiuni progressivamente più severi durante i quali la popolazione invocava la pioggia. La maggior parte del trattato Ta‘anit si concentra su questi digiuni ed altri per prevenire le calamità.
I primi tre digiuni erano soltanto per gli studiosi; se non cadeva pioggia entro il mese successivo (Kislev) il tribunale ebraico annunciava tre digiuni pubblici che venivano seguiti da altri tre, poi sette, se necessario, nei giorni di lunedì e giovedì. Certi riferimenti nel trattato, che parlano dei sacerdoti con trombe e altri rituali sacerdotali, suggeriscono che si parli del periodo del Tempio ma altre disquisizioni si riferiscono a tempi posteriori.
Nella Mishnah e nel Talmud babilonese l'ordinamento dei capitoli è il seguente:
- Capitolo 1: Tratta del tempo dopo il quale bisogna cominciare a menzionare la pioggia nella seconda benedizione dello "Shemoneh 'Esreh" e di pregare per la pioggia nell'ottava benedizione (§§ 1-3), il tempo durante il quale si deve digiunare a causa della scarsità di pioggia - due periodi successivi di tre giorni ciascuno e uno finale di sette giorni - e le distinzioni tra questi vari giorni per quanto riguarda il rigore del digiuno (§§ 4-6); la natura del lutto nazionale nel caso in cui non cada pioggia nonostante i molti digiuni (§ 7).
- Capitolo 2: Le cerimonie da osservarsi nel digiuno (§ 1); le preghiere e il soffio della tromba in questo contesto (§§ 2-5); la partecipazione dei sacerdoti sia nei digiuni di tre giorni che in quello di sette giorni (§§ 6-7); giorni in cui digiuni pubblici sono proibiti secondo la Megillat Taanit (§§ 8-10).
- Capitolo 3: Casi nei quali l'ordine dei digiuni può esser cambiato e la tromba può esser suonata all'inizio del digiuno (§§ 1-3); altre occasioni durante le quali si tiene un digiuno e si suona la tromba per annunciarlo, come quando scoppia la peste in una città o quando un esercito marcia contro di essa (§§ 4-7); in merito a Honi Hameaggel, che pregò per la pioggia (§ 8); casi in cui il digiuno cessa quando la pioggia inizia a cadere (§ 9).
- Capitolo 4: Giorni in cui i sacerdoti elevano le mani quattro volte per benedire la popolazione (§ 1); l'istituzione degli assistenti laici ("ma'amadot") per i sacrifici, il tempo quando si riunivano, i giorni in cui digiunavano e le sezioni delle Sacre Scritture che dovevano leggere quotidianamente (§§ 2-4); il giorno del mese stabilito per portare le offerte del legno (Neh. x. 34) durante l'epoca del Tempio (§ 5); il diciassette di Tammuz e Tisha b'Av e i cinque eventi infausti che accaddero agli ebrei in ciascuno di questi giorni (§§ 6-7); le festività che segnavano lo Yom Kippur e Tu B'av (il giorno più importante per l'offerta del legno) nei tempi antichi a Gerusalemme, quando le ragazze nubili, vestite di bianco, danzavano nei vigneti e incitavano i ragazzi a scegliersi le spose giuste (§ 8).[2]

## Altra letteratura talmudica

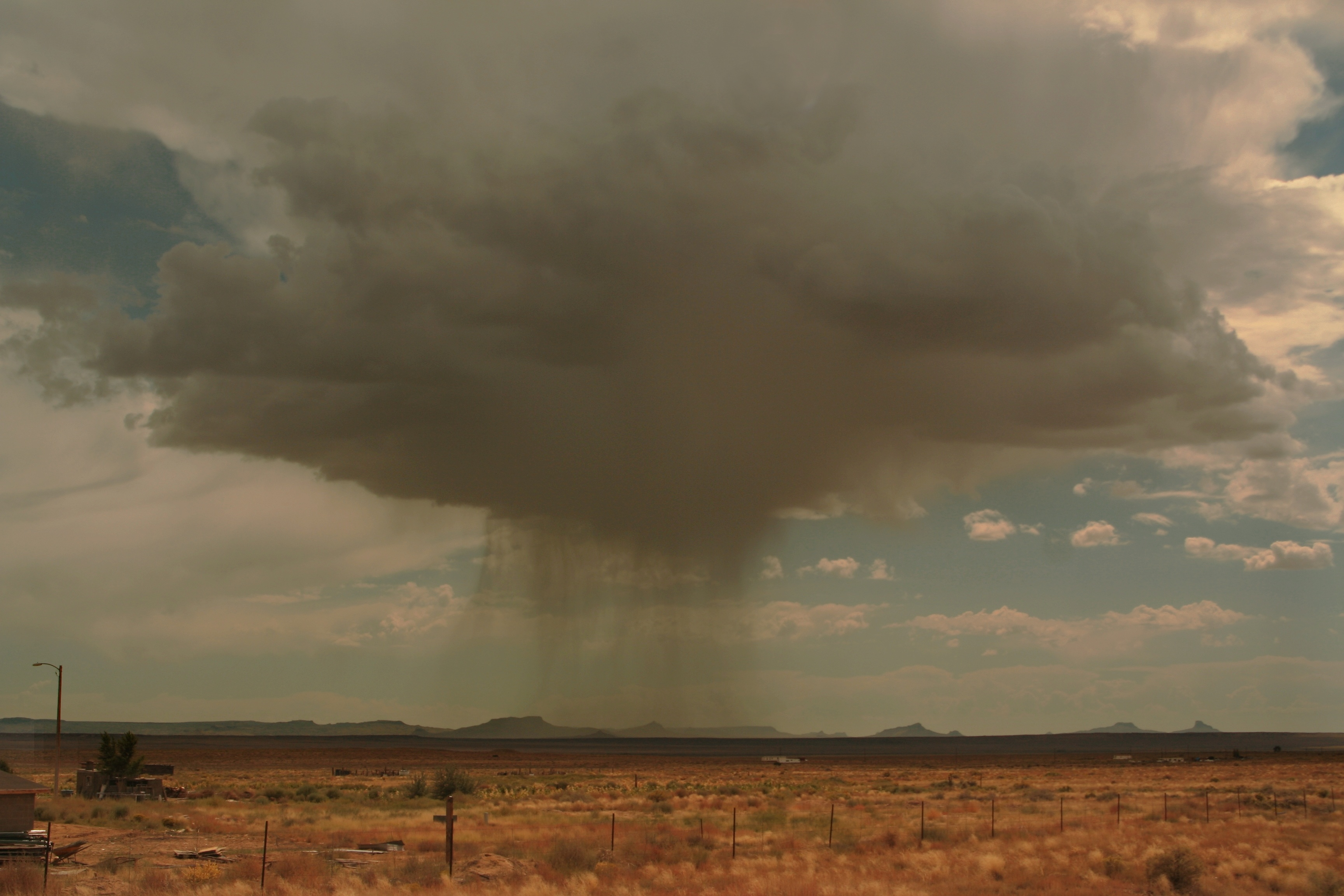
Pioggia nel deserto

La Tosefta di questo trattato contiene numerose elucidazioni e supplementi alla Mishnah. Di speciale importanza sono il resoconto delle origini delle classi sacerdotali (IV. 2), i cambiamenti che si verificarono dopo il ritorno dalla Cattività e come vennero nuovamente suddivise (II. 1).
Le due Gemara contengono, oltre alle spiegazioni di mishnayot individuali, un'abbondanza di detti aggadici e anche molti racconti e leggende. I seguenti detti tratti dalla Gemara babilonese possono essere indicativi: "Perché l'apprendimento è paragonato al fuoco? Perché, come molti trucioli bruciano meglio insieme che singolarmente, così l'apprendimento viene aumentato quando è perseguito da molti studiosi che studiano in compagnia"; "Un saggio che si tiene altezzosamente in disparte dagli altri studiosi, deteriora l'apprendimento"; "Rabbi Hanina ha detto di aver imparato molto dai suoi insegnanti ma più dai suoi colleghi e soprattutto dai suoi allievi"; "L'apprendimento è come l'acqua perché come l'acqua non può rimanere in posti alti così l'apprendimento non può essere il possesso di un uomo orgoglioso e altezzoso" (7a); "Se un allievo trova difficile studiare, è solo perché non ha organizzato sistematicamente il materiale da apprendere" (8a); "Se quando Israele è colpito da afflizioni, un uomo recide la sua comunione coi fratelli, i due angeli che accompagnano ciascuno di loro lo visiteranno, metteranno le mani sulla sua testa e dirranno: «Questo uomo non ha voluto soffrire con il suo popolo quindi egli non li vedrà quando saranno confortati e proveranno giorni di felicità»"(11 bis). Tra le narrazioni particolare interesse suscita la storia di Nicodemus ben Gorion (19b-20a) e la leggenda di Honi Hameaggel che dormì per settanta anni (23a).
La Gemara contiene anche un interessante detto di Rabbi Abbahu, che evidentemente sembra diretto contro il cristianesimo: "Se un uomo dice «Sono Dio», egli mente; se dice «Sono il figlio dell'uomo» si deve pentire; e se dice «Andrò in cielo» non lo farà né otterrà ciò che promette" (ii. 65b). Narra anche di come Bar Kokhba uccise Eleazar di Modi'im, che un samaritano aveva falsamente accusato di tradimento.